# TV Perú noticias (programa de televisión)
TV Perú Noticias es un noticiero de la cadena pública peruana TV Perú, a la vez es un apéndice del sistema informativo del canal homónimo TV Perú Noticias. Es propiedad del Estado peruano y del Instituto Nacional de Radio y Televisión del Perú (IRTP).

## Historia
Fue lanzado el 1 de junio de 2009 en reemplazo del noticiero Confirmado que se transmitía desde el año 1993.
El 1 de abril de 2010, el noticiero empezó a ser producido y emitido en alta definición.
Desde el 3 de febrero de 2020, cambió su logo por el del canal homónimo TV Perú Noticias y además empieza a tener sus propias siglas "EM" para la Edición Matinal, "SE" para la Segunda Edición, "EC" para la Edición Central y "EN" para la Edición Noche.
En 2023 el noticiero incluye pronósticos del clima a nivel nacional bajo iniciativa de Senamhi.

## Conductores

### Conductores en la actualidad
| Edición      | Conductores                                               | Comentario deportivo      |
| ------------ | --------------------------------------------------------- | ------------------------- |
| Ñuqanchik    | Clodomiro Landeo y Marisol Mena                           |                           |
| Jiwasanaka   | Walter Escobar y Rita Choquecahua                         |                           |
| Ashi Añane   | Cinthya Gonzales y Deniz Contreras                        |                           |
| Matinal (EM) | Alejandra Puente, Patricia Ulloque y Tanús Simons         | Carolina Salvatore        |
| Segunda (SE) | Paola Pejovés, Jennyfer Salazar y María de Jesús Gonzáles | José Waslli, Robert Malca |
| Central (EC) | Enrique Chávez y Carla Harada                             | Luis Trisano              |
| Noche (EN)   | Enrique Chávez y Carla Harada                             | Luis Trisano              |

### Edición central (junio de 2009-presente)
- Carla Palacios Pasapera (junio-agosto de 2009; noviembre de 2010-mayo de 2012)
- María de Jesús González Figuerola (junio-agosto 2009)
- Josefina Townsend Diez-Canseco (mayo de 2012-2015)
- Paola Pejovés Trelles (2015-febrero de 2020)
- Eduardo Guzmán Iturbe (2017-2018)
- Carla Harada (2018; julio de 2020-presente)
- Julio Navarro (2018)
- Enrique Chávez (2018-2021)
- Perla Berríos (febrero-julio de 2020)

### Edición matinal

#### Ñuqanchik[2]
- Clodomiro Landeo (2016-presente)
- Marisol Mena (2016-presente)

#### Jiwasanaka[3]
- Walter Escobar (2017-presente)
- Rita Choquecahua (2017-presente)

#### Ashi Añane[4]
- Cinthya González (2018-presente)
- Deniz Contreras (2018-presente)

#### Edición matinal en español
- Paola Pejovés Trelles (junio-agosto de 2009; febrero-julio de 2020)
- Reinaldo Serra Crespo (junio-agosto de 2009; noviembre de 2010-septiembre de 2011)
- Carolina Macedo Bravo (junio de 2009-septiembre de 2011)
- Julio Navarro (2009-2013; 2019)
- Olinda Merzthal (2012)
- Jennifer Cerecida Blas (junio-agosto de 2009-mayo de 2012; 2013-2018)
- Enrique Chávez (2013-2018)
- Fátima Saldonid (2017-2018)
- Perla Berríos (2018)
- Nicolás Salazar (2018-2019; febrero-julio de 2020)
- Patricia Ulloque (2019-febrero de 2020; julio de 2020-presente)
- Alejandra Puente (febrero de 2020-presente)
- Tanús Simons (julio de 2020-presente)

#### Mesa Central (junio de 2009-septiembre de 2011)
- César Campos (junio de 2009-septiembre de 2011)

#### Visión Económica (junio de 2009-septiembre de 2011)
- Clorinda Velásquez (junio de 2009-septiembre de 2011)

### Edición Mediodía (junio de 2009-presente)
- Fátima Saldonid (junio de 2009-abril de 2010)
- Gisella Orbegoso (junio de 2009-abril de 2010)
- Paola Pejovés Trelles (agosto de 2009-mayo de 2012; julio de 2020-diciembre de 2021)
- Carla Palacios Pasapera (agosto de 2009-noviembre de 2010)
- Nicolás Salazar (2012-2018)
- Patricia Ulloque (2018) (febrero-julio de 2020)
- Perla Berrios (2019-2020)
- María de Jesús González Figuerola (julio de 2020-presente)

### Bloque deportivo (junio de 2009-presente)
- Álex Risi Caro (junio de 2009-septiembre de 2011)
- Jorge "Coki" Gonzáles (mayo de 2012-2018)
- Robert Malca (mayo de 2012-2018; 2020-presente)
- Luis Trisano (2018-presente)
- José Waslli (2020-presente)

### TV Perú Miscelánea (junio de 2009-septiembre de 2011)
- Marycarmen Sjoo (junio de 2009-septiembre de 2011)

### TV Perú Mundo (2012-2017)
- Paola Pejovés Trelles (2012-2015)
- Farid Kahhat Kahatt (2012-2017)
- Josefina Townsend Diez-Canseco (2015-2017)

### GeoMundo (2020)
- Farid Kahhat Kahatt (2020)

## Logotipos

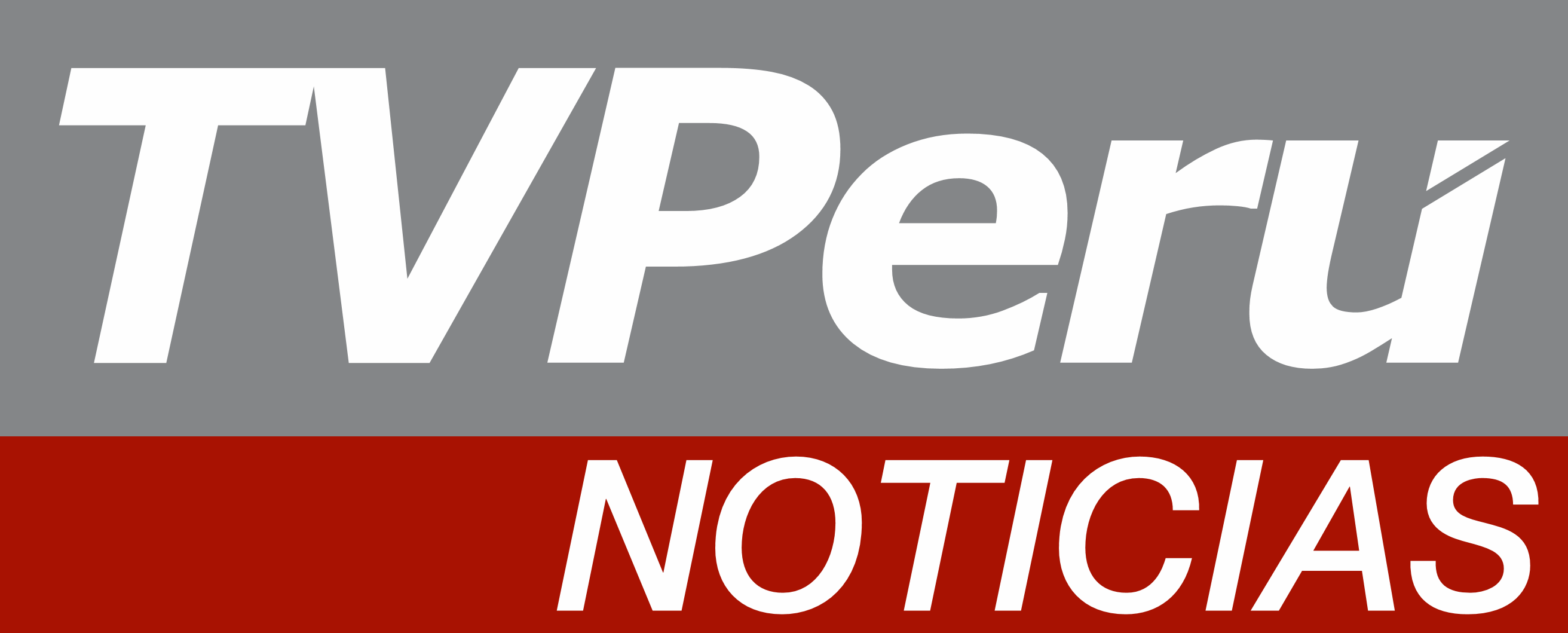
1 de Junio de 2009 - 2 de Agosto de 2009
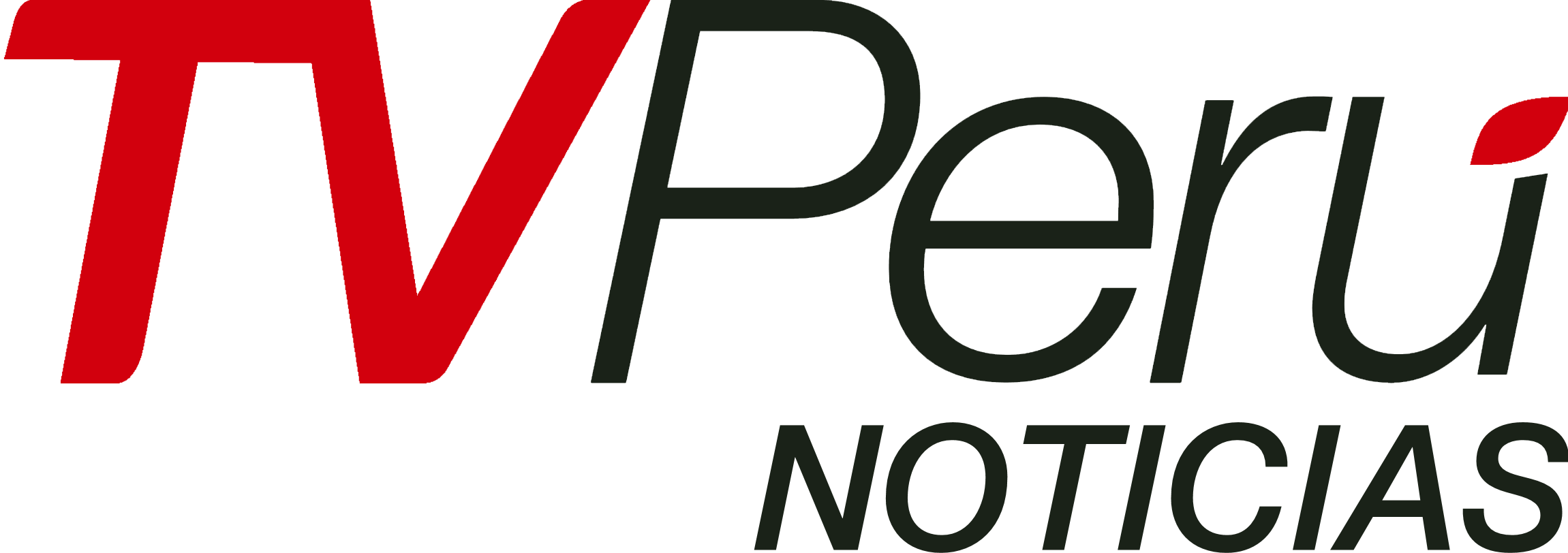
3 de Agosto de 2009 - 31 de Marzo de 2010
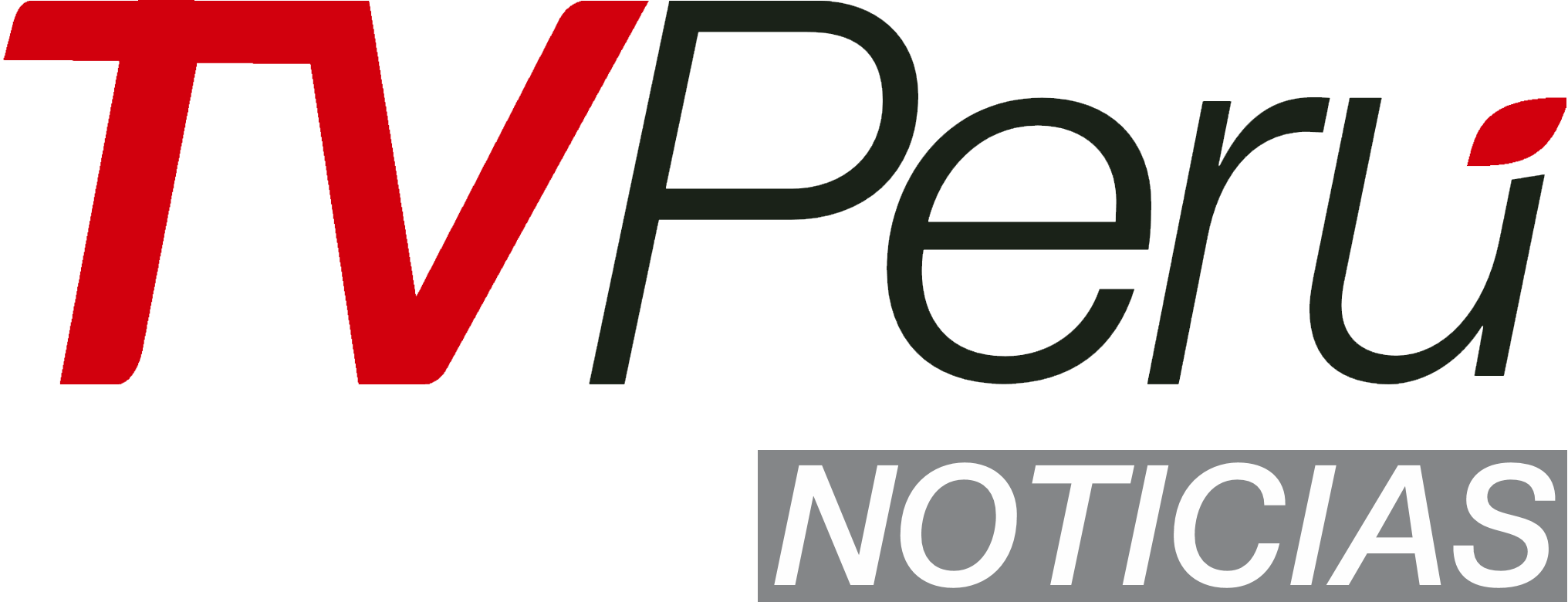
1 de Abril de 2010 - 30 de Septiembre de 2011
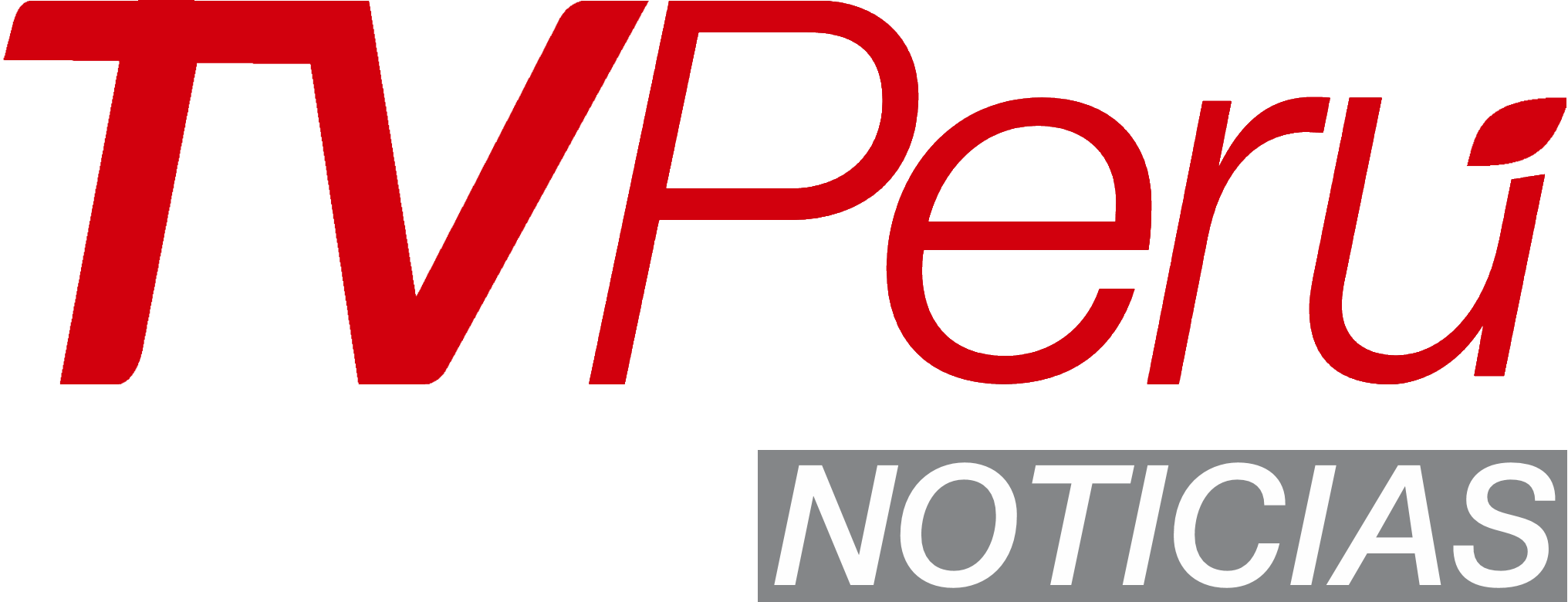
1 de Octubre de 2011 - 6 de Mayo de 2012
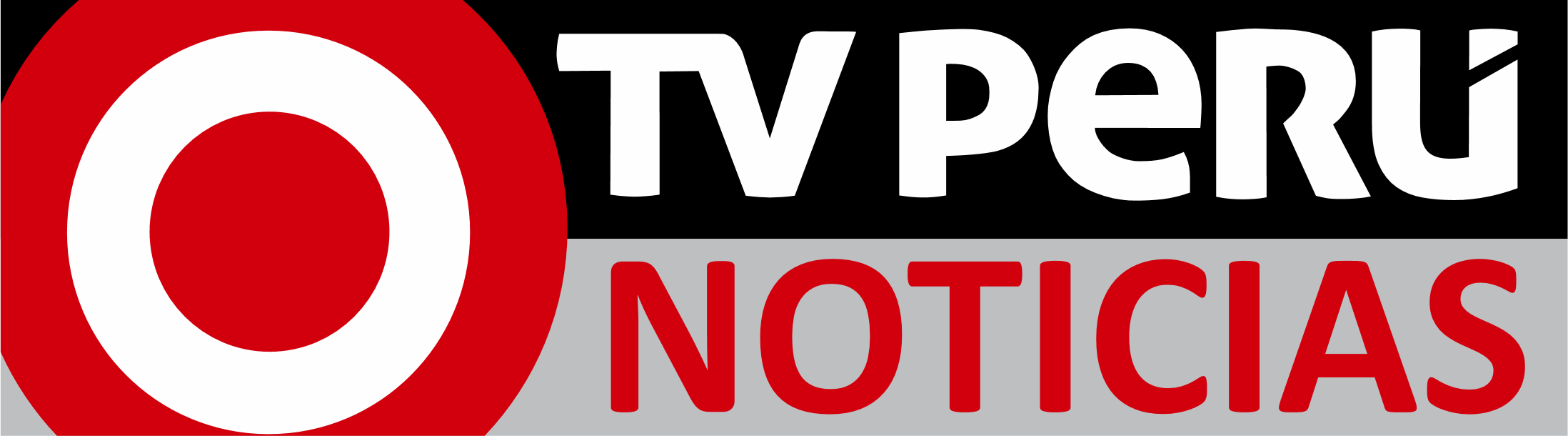
7 de Mayo de 2012 - 17 de Mayo de 2012
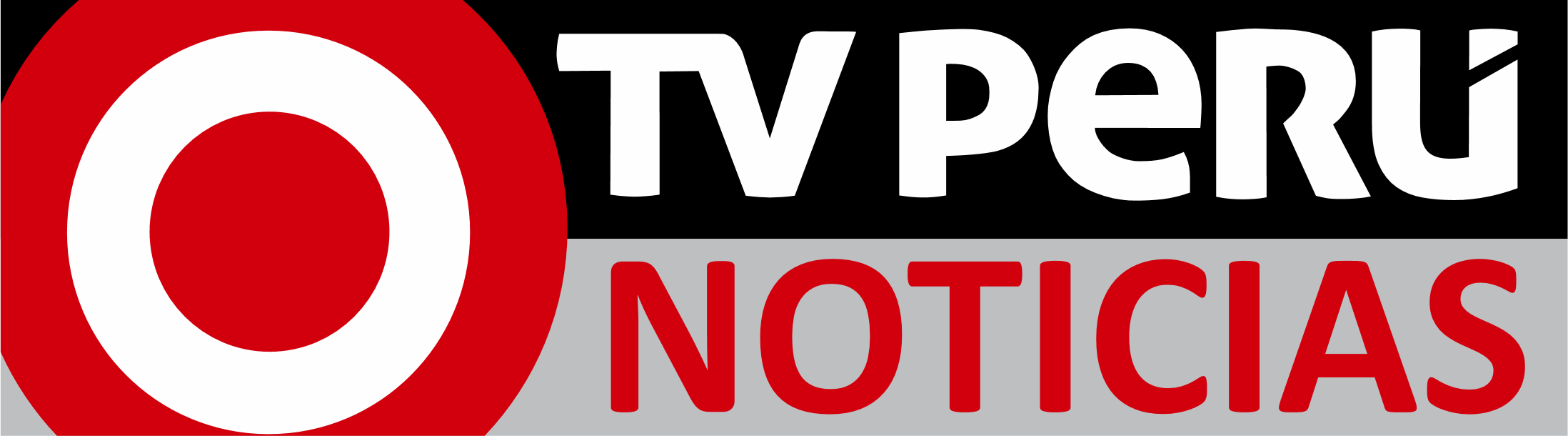
17 de Mayo de 2012 - 25 de Abril de 2013
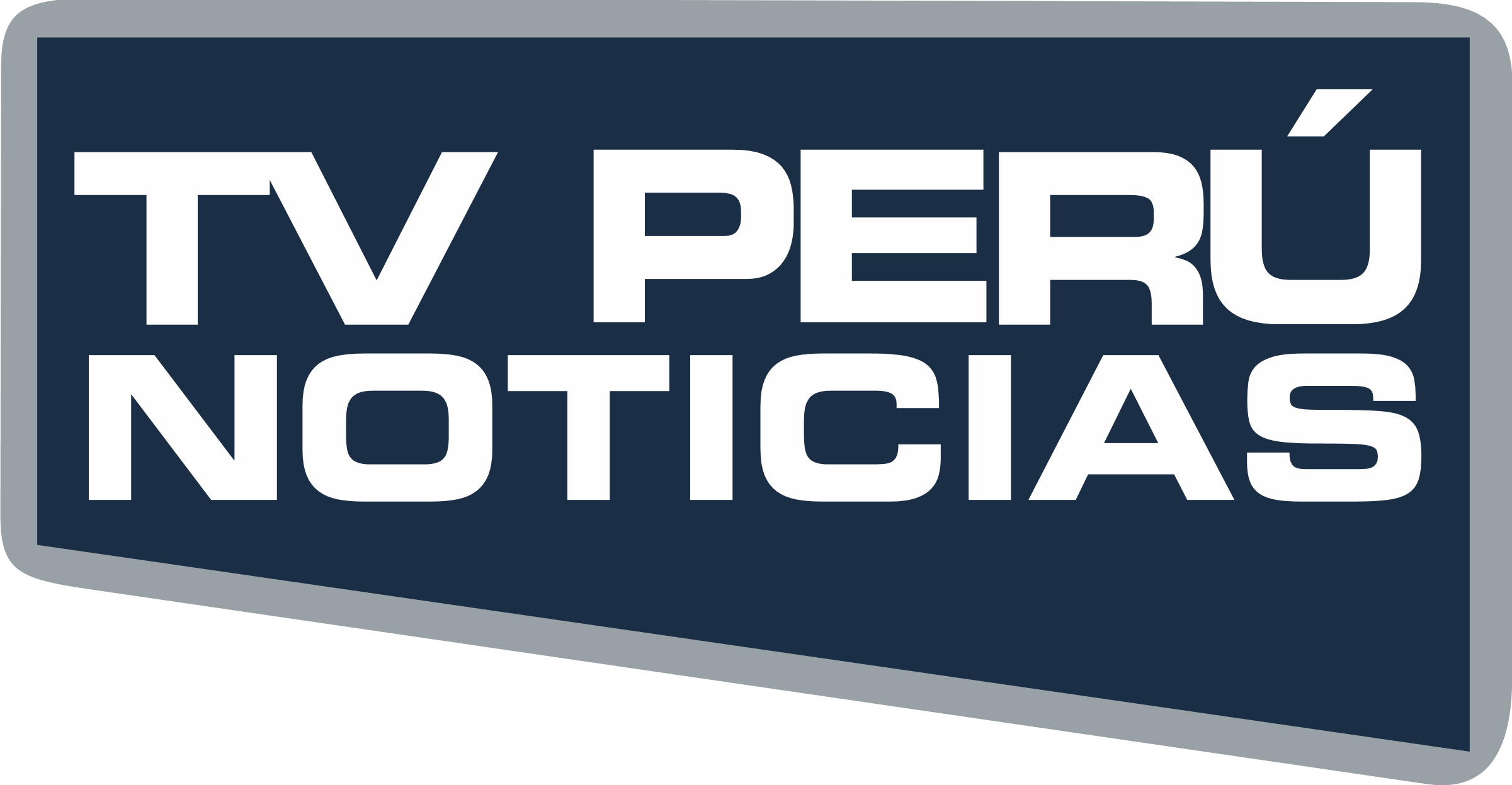
26 de Abril de 2013 - 23 de Mayo de 2014
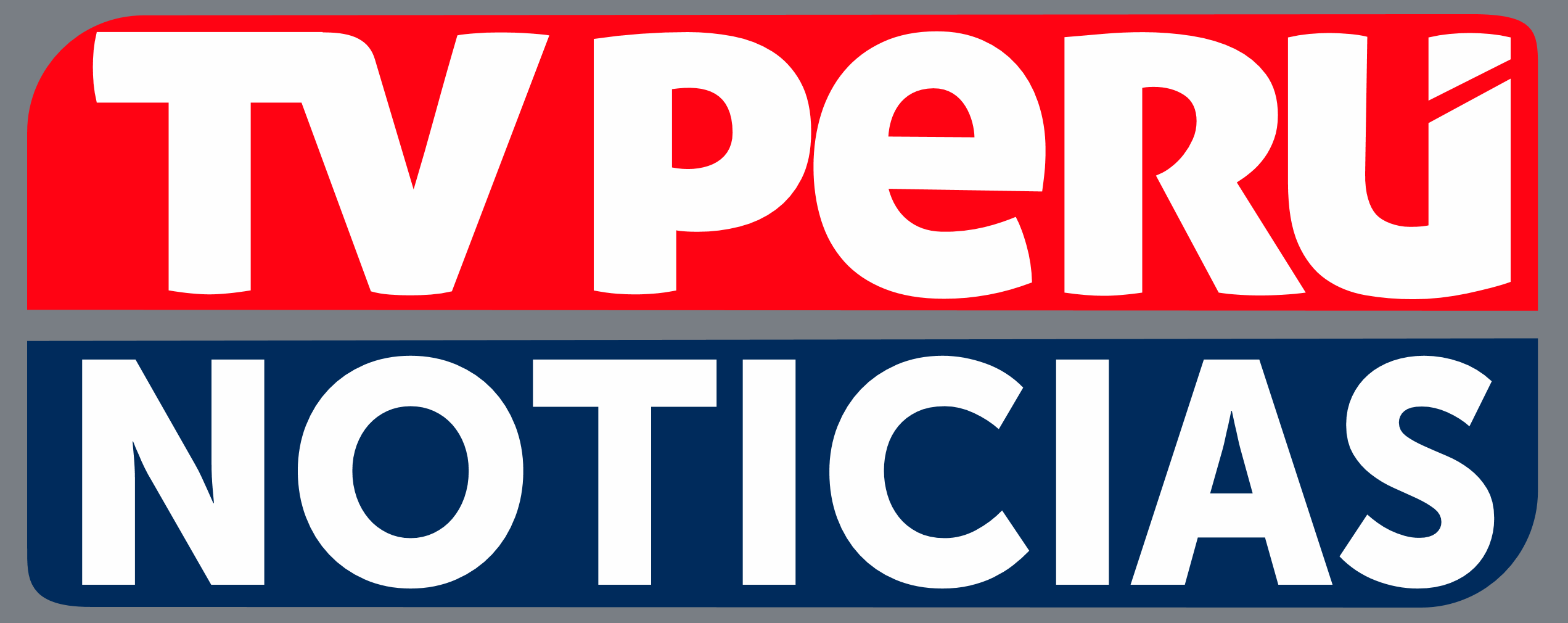
24 de Mayo de 2014 - 3 de Enero de 2016
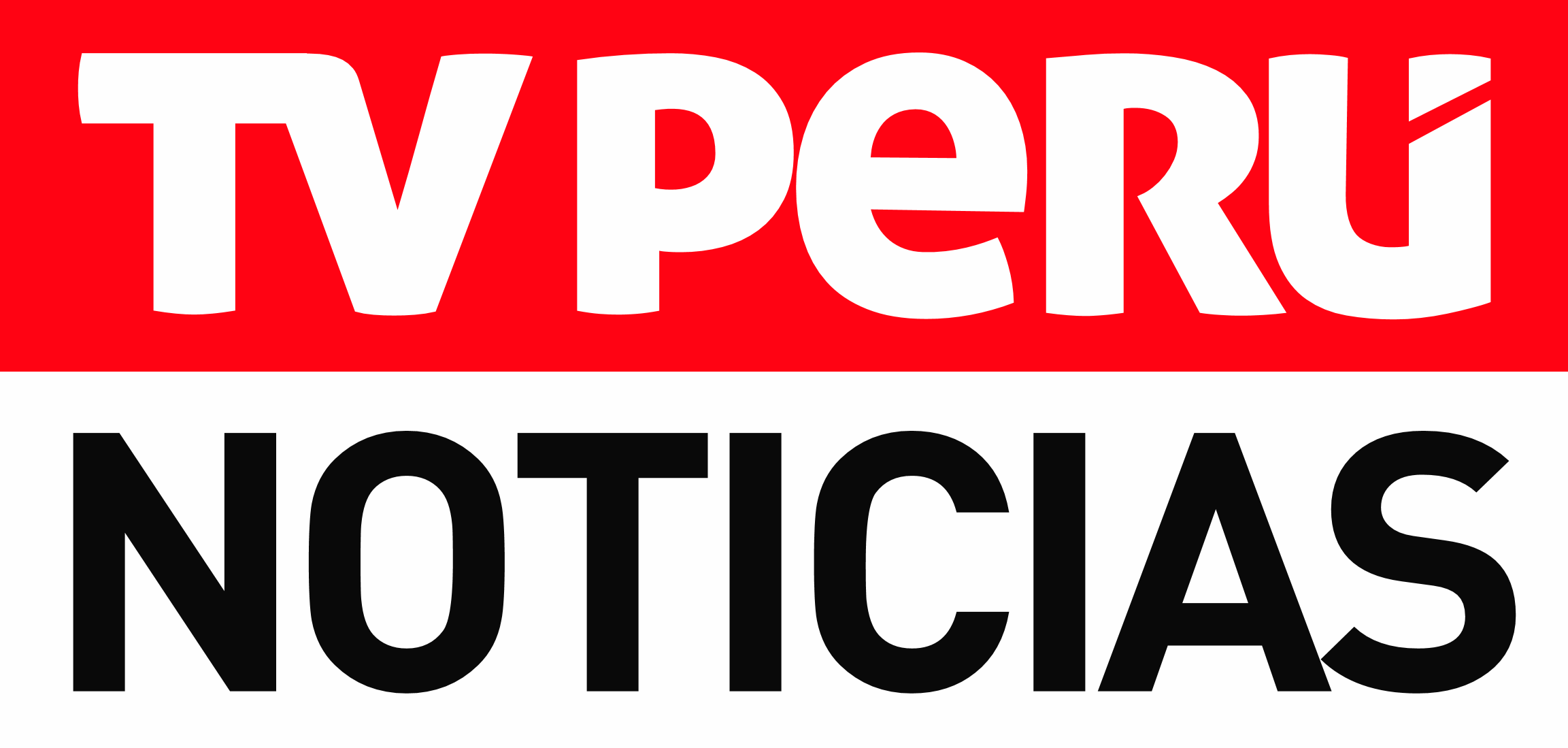
4 de Enero de 2016 - 23 de Abril de 2017
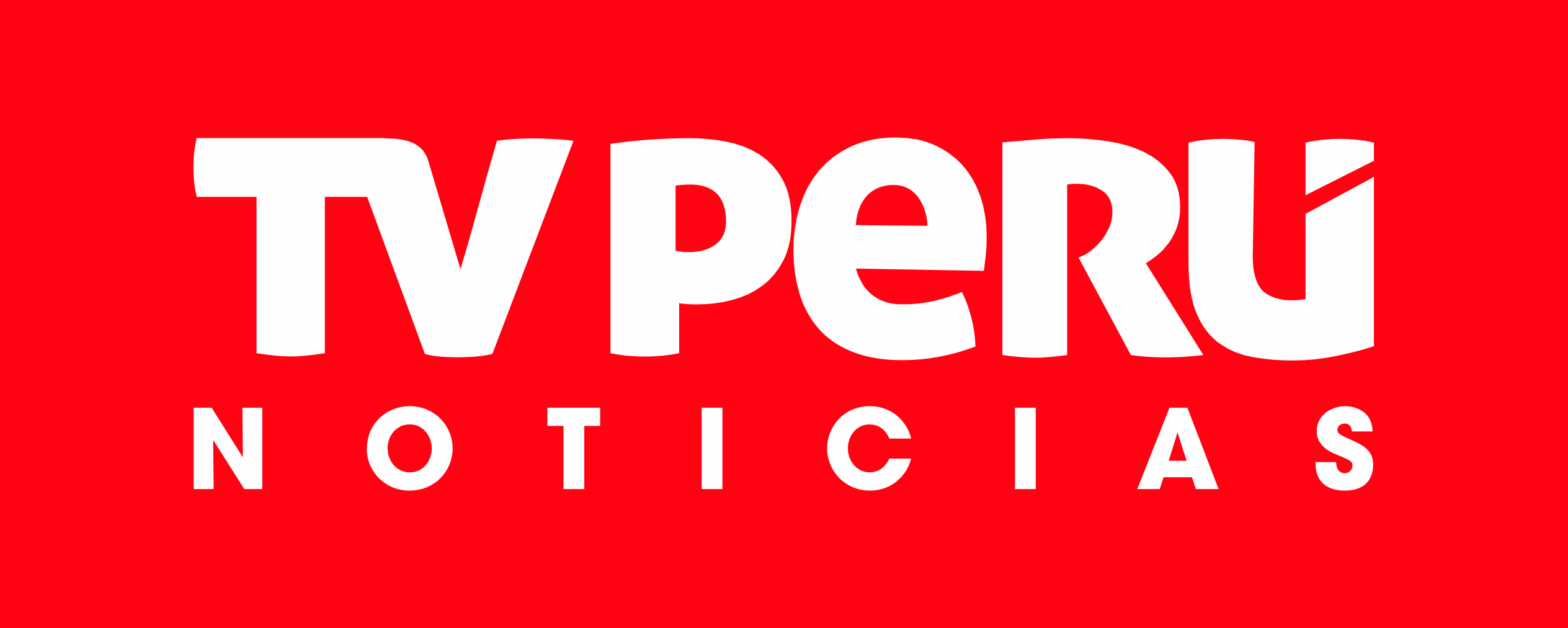
24 de Abril de 2017 - 13 de Noviembre de 2018
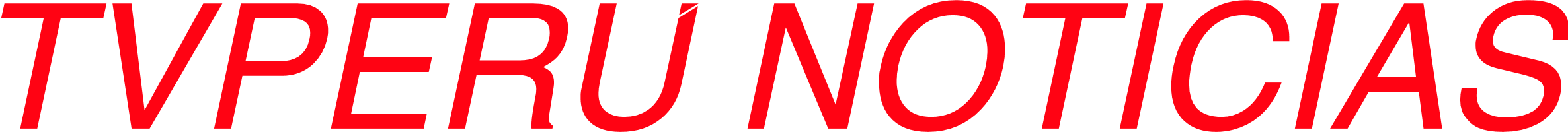
14 de Noviembre de 2018 - 19 de Marzo de 2019
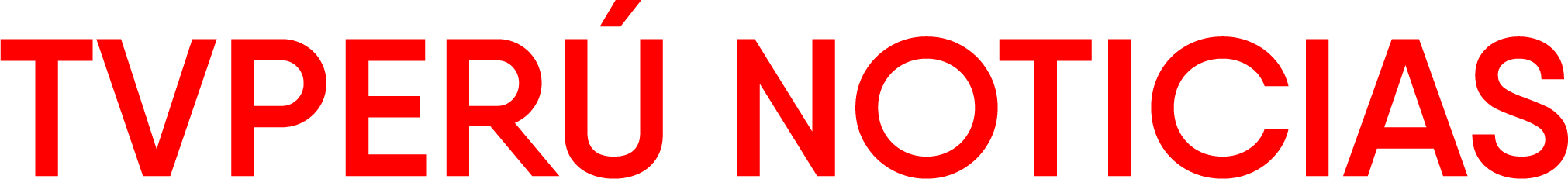
20 de Marzo de 2019 - 2 de Febrero de 2020
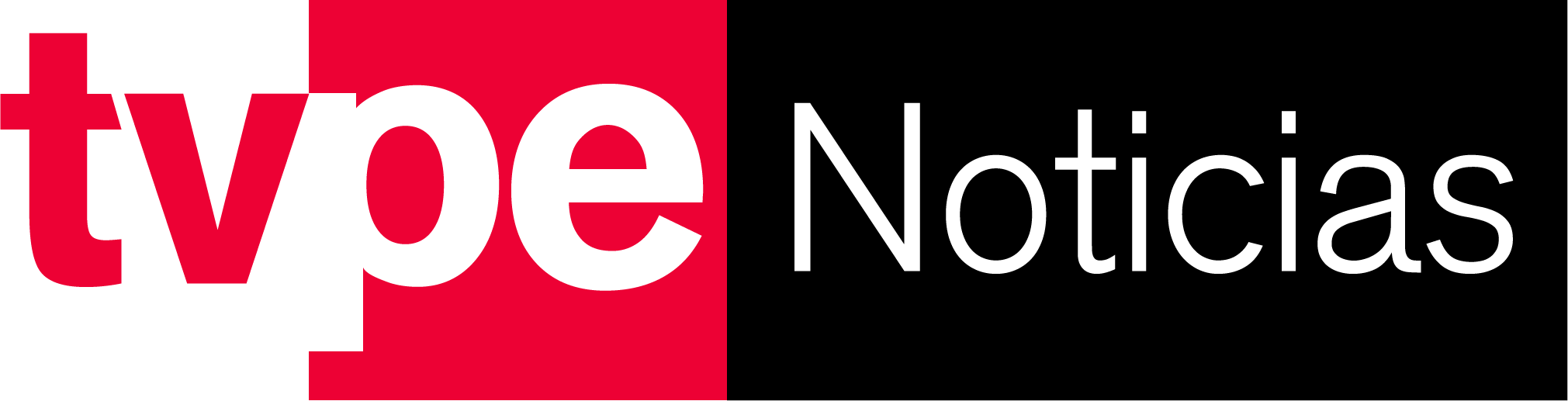
Desde el 3 de Febrero de 2020

- 1 de Junio - 2 de Agosto de 2009:

Un rectángulo gris donde figura el logo del canal de 2006 («TVPerú» en tipografía Verdana Pro Black en cursiva) pero en color blanco y sin la antena parabólica y debajo otro rectángulo de color rojo donde figura el texto «NOTICIAS» color blanco fotografía Helvética alineado a la derecha.
- 3 de Agosto de 2009 - 31 de Marzo de 2010:

El nuevo logo del canal de 2009 («TV» color rojo tipografía Helvética Bold y "Perú" color negro en Helvética donde la tilde de la "u" es una hoja roja, todo en cursiva) y debajo alineado el texto «NOTICIAS» también en negro y en Helvética alineado hacia la derecha.
- 1 de Abril de 2010 - 30 de Septiembre de 2011:

El logo anterior, solamente que el texto «NOTICIAS» es de color blanco en vez de color negro y está encerrado en un paralelogramo de color gris. Es muy parecido al anterior.
- 1 de Octubre de 2011 - 6 de Mayo de 2012:

El logo anterior, solamente que «TVPerú» ahora aparece todo en color rojo en lugar de color negro. Es muy parecido a los anteriores.
- 7 de Mayo - 17 de Mayo de 2012:

Una escarapela roja y blanca y al costado derecho hay un rectángulo negro que contiene el nuevo logo de 2012 del canal («TV Perú») en blanco y debajo otro rectángulo de color plateado que contiene «NOTICIAS» color rojo en tipografía Calibri.
- 17 de Mayo de 2012 - 25 de Abril de 2013:

El mismo que el anterior, pero sin la distintiva escarapela y además el rectángulo donde figura «NOTICIAS» es de color negro y el texto es de color blanco.
- 26 de Abril de 2013 - 23 de Mayo de 2014:

Un trapecio rectángulo azul oscuro de bordes grises redondeados donde figura en dos líneas el texto «TV PERÚ NOTICIAS» color blanco en tipografía Eurostyle Extended Bold.
- 24 de Mayo de 2014 - 3 de Enero de 2016:

Un rectángulo gris dónde adentro hacia arriba aparece un rectángulo rojo con el borde izquierdo superior doblado donde figura «TV Perú» del logo del canal color blanco y abajo otro rectángulo azul oscuro con el borde derecho inferior doblado donde figura «NOTICIAS» blanco tipografía Avenir Black.
- 4 de Enero de 2016 - 23 de Abril de 2017:

Un rectángulo rojo donde figura «TV Perú» de color blanco y debajo figura «NOTICIAS» de color negro en tipografía FF Din Bold.
- 24 de Abril de 2017 - 13 de Noviembre de 2018:

En un fondo rojo figura «TV Perú» en color blanco y debajo «N O T I C I A S» también de color blanco en tipografía Avant Garde Bold.
- 14 de Noviembre de 2018 - 19 de Marzo de 2019:

«TV PERÚ NOTICIAS» de color rojo, con tipografía Helvética.
- 20 de Marzo de 2019 - 2 de Febrero de 2020:

«TV PERÚ NOTICIAS» de color rojo, con tipografía Qanelas.
- Desde el 3 de Febrero de 2020:

Es el mismo logo del canal homónimo TV Perú Noticias (de ahí la confusión), y al costado, la edición (EM, SE, EC y EN).